# Liste der Bodendenkmale in Stelle
In der Liste der Bodendenkmale in Stelle sind alle Bodendenkmale der niedersächsischen Gemeinde Stelle aufgelistet. Die Quelle ist der Denkmalatlas Niedersachsen. Der Stand der Liste ist der 9. Oktober 2024.

## Allgemein
In den Spalten finden sich folgende Informationen des Bodendenkmales :
- Lage        : geographische Koordinaten
- Bezeichnung : Bezeichnung lt. Denkmalatlas
- Beschreibung: Beschreibung lt. Denkmalatlas
- ID          : Objekt-ID
- Bild        : Bild, ggf. zusätzlich mit Link zu weiteren Fotos im Medienarchiv Wikimedia Commons.

## Ashausen
| Lage                        | Bezeichnung                    | Beschreibung | ID       | Bild |
| --------------------------- | ------------------------------ | --- | -------- | ---- |
| 53° 22′ 7″ N, 10° 7′ 52″ O  | Ashausen 80, Grabhügel         | Kräftig gewölbt; zur Hälfte abgetragen. N-Hälfte komplett abgegraben. Durch Sandabgrabung massiv geschädigt. Dm. 12 m, H. 1,3 m. | 28960727 | BW   |
| 53° 21′ 44″ N, 10° 6′ 19″ O | Ashausen 84, Grabhügel         | Von Kaninchen regelrecht ausgehöhlt. Dm. 10 m, H. 0,6 m.                                                                         | 28960734 | BW   |
| 53° 21′ 43″ N, 10° 6′ 18″ O | Ashausen 85, Grabhügel         | Kräftig gewölbt, Dm. 12 m, H. 1 m.                                                                                               | 28960736 | BW   |
| 53° 21′ 42″ N, 10° 6′ 16″ O | Ashausen 86, Grabhügel         | Rund, Dm. 15 m, H. 1,3 m. | 28960733 | BW   |
| 53° 21′ 45″ N, 10° 6′ 29″ O | Ashausen 87, Grabhügel         | Kräftig gewölbt, gut erhalten. Dm. 20 m, H. 1,5 m.                                                                               | 28960738 | BW   |
| 53° 21′ 45″ N, 10° 6′ 30″ O | Ashausen 88, Grabhügel         | Grabhügelrest, im NO zur Hälfte durch Gemeindeweg abgetragen. Verbliebene Hälfte gut erhalten. Dm. 15 m, H. 1,2 m.               | 28960739 | BW   |
| 53° 21′ 27″ N, 10° 7′ 10″ O | Ashausen 104, Verhüttungsplatz | | 28953207 | BW   |

### Ashausen 39
- ID:28960598
- Ca. 1,7 km westl. der Ziegelei Scharmbeck gelegenes Grabhügelfeld aus 8 Grabhügeln mit 8 – 15 m Durchmesser und 0,6 – 1,4 m erhaltener Höhe. Im östlichen Teil wurde 1967 eine vorgeschichtliche Urne geborgen.

| Lage                        | Bezeichnung | Beschreibung                                                                                      | ID       | Bild |
| --------------------------- | ----------- | ------------------------------------------------------------------------------------------------- | -------- | ---- |
| 53° 20′ 31″ N, 10° 6′ 9″ O  | Ashausen 39 | Flach, oberflächlich zerwühlt. Ausbruch eines Steinkreises zu erkennen. Dm. 10 m; H: 0,7 m.       | 28960600 | BW   |
| 53° 20′ 29″ N, 10° 6′ 9″ O  | Ashausen 40 | Flach, von Grenzgräben zerschnitten. Dm. 8 m, H. 0,6 m.                                           | 28960505 | BW   |
| 53° 20′ 30″ N, 10° 6′ 11″ O | Ashausen 41 | An der SO-Seite rezente Eingrabung. Dm. 12 m, H. 0,9 m.                                           | 28960602 | BW   |
| 53° 20′ 32″ N, 10° 6′ 14″ O | Ashausen 42 | Breit, größere alte Eingrabung in der Mitte. Südl. sehr tiefe Wegespuren. Dm. 15 m, H. 1 m.       | 28960604 | BW   |
| 53° 20′ 32″ N, 10° 6′ 16″ O | Ashausen 43 | Kräftig gewölbt, kleinere Eingrabung in der Mitte, sonst gut erhalten. Dm. 12 m, H. 1,4 m.        | 28960605 | BW   |
| 53° 20′ 31″ N, 10° 6′ 17″ O | Ashausen 44 | Mäßig gewölbt, gut erhalten. Dm. 10 m, H. 0,7 m.                                                  | 28960601 | BW   |
| 53° 20′ 34″ N, 10° 6′ 18″ O | Ashausen 45 | Flach gewölbt, S-Rand von Wegespuren etwas angeschnitten. Dm. 10 m, H. 0,6 m.                     | 28960607 | BW   |
| 53° 20′ 34″ N, 10° 6′ 20″ O | Ashausen 46 | Sehr flach, unversehrt, nur am S-Rand von alter Wegespur etwas angeschnitten. Dm. 12 m, H. 0,6 m. | 28960608 | BW   |

### Ashausen 47
- ID:28960599
- Ca. 1,1 km nordwestl. der Ziegelei-Scharmbeck gelegenes Grabhügelfeld. Ehemals 31 Grabhügel mit 6 – 19 m Dm. und 0,3 – 1,6 m H. Die Grabhügel FStNr. 77 und 79 sind zerstört, von FStNr. 78 ist nur noch geringer Rest erhalten.

| Lage                        | Bezeichnung | Beschreibung | ID       | Bild |
| --------------------------- | ----------- | --- | -------- | ---- |
| 53° 21′ 0″ N, 10° 6′ 51″ O  | Ashausen 47 | Zerwühlte Oberfläche. Dm. 10 m, H. 0,8 m. | 28960609 | BW   |
| 53° 21′ 0″ N, 10° 6′ 52″ O  | Ashausen 48 | Oberfläche zerwühlt. Dm. 10 m, H. 0,9 m. | 28960610 | BW   |
| 53° 21′ 0″ N, 10° 6′ 54″ O  | Ashausen 49 | Sehr flach, unscheinbar, Dm. 7 m, H. 0,6 m. | 28960611 | BW   |
| 53° 20′ 59″ N, 10° 6′ 53″ O | Ashausen 50 | Oberfläche zerwühlt. Dm. 15 m, H. 1,6 m. | 28960613 | BW   |
| 53° 20′ 59″ N, 10° 6′ 55″ O | Ashausen 51 | Kräftig gewölbt, Oberfläche zerwühlt. Dm. 14 m, H. 1,6 m. | 28960614 | BW   |
| 53° 20′ 59″ N, 10° 6′ 55″ O | Ashausen 52 | Wuchtig, zwei alte Eingrabungen. Dm. 15 m, H. 1,4 m. | 28960606 | BW   |
| 53° 20′ 58″ N, 10° 6′ 57″ O | Ashausen 53 | | 28960616 | BW   |
| 53° 20′ 57″ N, 10° 6′ 56″ O | Ashausen 54 | Kräftig gewölbt, Oberflächlich etwas zerwühlt durch Kaninchenbaue, gut erhaltenen. Dm. 15 m, H. 1,5 m. | 28960618 | BW   |
| 53° 20′ 56″ N, 10° 6′ 56″ O | Ashausen 56 | Breit gewölbt, es scheint, dass der Hügel im SW bereits vor längerer Zeit angegraben wurde. Neuerdings im N-Teil neue flache (60 cm) Eingrabung für Jagdansitz. Dm. 15 m, H. 1,3 m.                                   | 28960619 | BW   |
| 53° 20′ 54″ N, 10° 6′ 57″ O | Ashausen 57 | Breit, flach, vermutlich bereits zweimal vom Streifenpflug überpflügt. Dm. 15 m, H. 0,6 m. | 28960620 | BW   |
| 53° 20′ 53″ N, 10° 6′ 57″ O | Ashausen 58 | Sehr flach, vermutlich bereits zweimal vom Streifenpflug überpflügt. Dm. 10 m, H. 0,4 m. | 28960617 | BW   |
| 53° 20′ 53″ N, 10° 6′ 59″ O | Ashausen 59 | Flach, vom Streifenpflug überpflügt. Dm. 6 m, H. 0,5 m. | 28960621 | BW   |
| 53° 20′ 52″ N, 10° 7′ 0″ O  | Ashausen 60 | Flach gewölbt, vermutlich bereits zweimal vom Streifenpflug überpflügt. Dm. 12 m, H. 0,9 m. | 28960622 | BW   |
| 53° 20′ 53″ N, 10° 7′ 2″ O  | Ashausen 61 | Kräftig gewölbt, vom Streifenpflug überpflügt, im SO vom Weg leicht angeschnitten. Neuere Eingrabung 1,5 × 1,5 × 1 m tief. Dm. 15 m, H. 1,6 m.                                                                        | 28960623 | BW   |
| 53° 20′ 54″ N, 10° 7′ 3″ O  | Ashausen 62 | Breit, flach gewölbt; umfangreiche ältere oberflächliche Eingrabungen und Kaninchenbau; Ausbruchgraben eines Steinkreises. Dm. 15 m, H. 1,3 m.                                                                        | 28960624 | BW   |
| 53° 20′ 53″ N, 10° 7′ 4″ O  | Ashausen 63 | Ehemals rund, NO-Hälfte von Streifenpflug abgetragen. SW-Hälfte erhalten. Dm. 7 m, H. 0,3 m. | 28960625 | BW   |
| 53° 20′ 52″ N, 10° 7′ 2″ O  | Ashausen 64 | Breit gewölbt, im SO größere Bodenentnahme. vermutlich bereits zweimal vom Streifenpflug überpflüg. Dm. 15 m, H. 1,2 m.                                                                                               | 28960626 | BW   |
| 53° 20′ 52″ N, 10° 7′ 1″ O  | Ashausen 65 | Flach gewölbt, vermutlich bereits zweimal vom Streifenpflug überpflügt. 1971 wurden von der Oberfläche Keramikscherben und Leichenbrand aufgelesen, die für zerpflügte Urnenbestattungen sprechen. Dm. 9 m, H. 0,8 m. | 28960627 | BW   |
| 53° 20′ 51″ N, 10° 7′ 0″ O  | Ashausen 66 | Breit, mit größerer Eingrabung in der Mitte, vermutlich Stellung. Vom Streifenpflug überpflügt, vermutlich zweimal. Dm. 16 m, H. 1 m.                                                                                 | 28960628 | BW   |
| 53° 21′ 0″ N, 10° 7′ 6″ O   | Ashausen 71 | Abgeflacht mit steilem Rand. Es scheint, dass ein Steinkreis herausgerissen wurde. Durch Kaninchen zerwühlt. Dm. 15 m, H. 1 m.                                                                                        | 28960612 | BW   |
| 53° 21′ 1″ N, 10° 7′ 4″ O   | Ashausen 72 | Sanft gewölbt, vermutlich in früherer Zeit durch Kaninchen auseinandergewühlt. Keine Beschädigungen erkennbar. Dm. 19 m, H. 1,2 m.                                                                                    | 28960725 | BW   |
| 53° 21′ 2″ N, 10° 7′ 3″ O   | Ashausen 73 | Wuchtig, vom Streifenpflug überpflügt, sehr gut erhalten. Dm. 15 m, H. 1,4 m. | 28960726 | BW   |
| 53° 21′ 1″ N, 10° 7′ 6″ O   | Ashausen 74 | Sanft gewölbt, gut erhalten. Dm. 12 m, H. 0,7 m. | 28960729 | BW   |
| 53° 21′ 2″ N, 10° 7′ 7″ O   | Ashausen 75 | Sanft gewölbt, Oberfläche zerwühlt. Rand von zwei Wegen leicht angeschnitten. Dm. 10 m, H. 0,8 m. | 28960731 | BW   |
| 53° 21′ 2″ N, 10° 7′ 7″ O   | Ashausen 76 | Klein, unscheinbar, aber deutlich anzusprechen. Im NO leicht vom Weg angeschnitten. Dm. 6 m, H. 0,5 m. | 28960732 | BW   |
| 53° 20′ 56″ N, 10° 7′ 4″ O  | Ashausen 96 | Flach, leichte Einsenkung in der Mitte, wahrscheinlich durch Kaninchenbaue, sonst gut erhalten. Dm. 8 m, H. 0,6 m. | 28960740 | BW   |
| 53° 21′ 2″ N, 10° 7′ 6″ O   | Ashausen 97 | Klein, aber deutlich zu erkennen. Dm. 7 m, H. 0,4 m. | 28960730 | BW   |
| 53° 21′ 4″ N, 10° 7′ 3″ O   | Ashausen 98 | Wuchtig, Oberfläche sehr zerwühlt, vermutlich durch Kaninchen und Streifenpflug; dürfte im Kern unversehrt sein. Dm. 15 m, H. 1,6 m.                                                                                  | 28960735 | BW   |

### Scharmbeck 10
- ID:28960506
- Ca. 0,8 km nordwestl. der Ziegelei Scharmbeck gelegenes Grabhügelfeld mit 7 Grabhügeln. Diese haben 13 – 17 m Dm. (FStNr. 70 oval) und 0,7 – 1,6 m H.

| Lage                       | Bezeichnung | Beschreibung | ID       | Bild |
| -------------------------- | ----------- | --- | -------- | ---- |
| 53° 20′ 45″ N, 10° 7′ 2″ O | Ashausen 67 | Wuchtig; rundum mehrere alte Eingrabungen, sehr wahrscheinlich Stellungslöcher. Dm. 17 m, H. 1,2 m.                                                                              | 28960629 | BW   |
| 53° 20′ 44″ N, 10° 7′ 4″ O | Ashausen 68 | Kräftig gewölbt, gut erhalten; wahrscheinlich nur durch Kaninchen etwas zerwühlt. Dm. 15 m, H. 1,6 m.                                                                            | 28960722 | BW   |
| 53° 20′ 45″ N, 10° 7′ 5″ O | Ashausen 69 | Sanft gewölbt, in der Mítte alte Eingrabung, vermutlich Stellungsloch. Dm. 15 m, H. 1,2 m.                                                                                       | 28960723 | BW   |
| 53° 20′ 46″ N, 10° 7′ 8″ O | Ashausen 70 | Wuchtig, oval, alte Eingrabung in der N-Seite und ältere Eingrabung (ca. 2,5 × 2,5 m) im SO. Möglicherweise durch alte Wege angeschnitten und geformt. Br. 12, L.18 m, H. 1,5 m. | 28960724 | BW   |

## Fliegenberg
| Lage                        | Bezeichnung          | Beschreibung | ID       | Bild |
| --------------------------- | -------------------- | --- | -------- | ---- |
| 53° 23′ 13″ N, 10° 6′ 53″ O | Fliegenberg 1, Deich | | 28902504 | BW   |
| 53° 23′ 1″ N, 10° 7′ 13″ O  | Fliegenberg 1, Deich | Alter Deichzug entlang des Ashauser Mühlengrabens. Eingedruckt in die kurhannoversche Landesaufnahme und in alten Messtischblättern. L. in der Gmkg. ca. 2,4 km. | 28952206 | BW   |
| 53° 23′ 1″ N, 10° 7′ 13″ O  | Fliegenberg 1, Deich | | 35983687 | BW   |
| 53° 25′ 9″ N, 10° 7′ 37″ O  | Fliegenberg 2, Deich | Alter Elbdeich, L. in der Gmkg. ca. 2,1 km. | 28952207 | BW   |
| 53° 25′ 2″ N, 10° 7′ 59″ O  | Fliegenberg 2, Deich | | 37779479 | BW   |
| 53° 24′ 33″ N, 10° 8′ 28″ O | Fliegenberg 3, Deich | Zwischen dem großen Brack nördl. von Stelle und dem Elbdeich südwestl. von Fliegenberg N-S verlaufender Deichzug. Laut der kurhannoverschen Landesaufnahme begann der Deich NO des großen Bracks und verlief etwa im N bzw. NNO bis an den Elbdeich. Er wird hier als „neuer Deich“ bezeichnet. | 28952208 | BW   |
| 53° 24′ 24″ N, 10° 8′ 19″ O | Fliegenberg 3, Deich | | 35982171 | BW   |
| 53° 22′ 55″ N, 10° 7′ 27″ O | Fliegenberg 5, Deich | Zwischen dem Achterdeich nördl. von Stelle und dem „Kleinen Brack“ verlaufender Deichzug. Nach altem Messtischblatt begann der Deich ca. 300 m nördl. des Achterdeiches (ursprünglich wahrscheinlich am Achterdeich) und verlief in Richtung NNO bis zum S-Ende des kleinen Bracks. Möglicherweise ist er der Nachfolgedeich für den westl. gelegenen, in der kurhannoverschen Landesaufnahme verzeichneten „Alten Deich“. L. in der Gmkg. ca. 0,4 km. | 28952209 | BW   |
| 53° 23′ 0″ N, 10° 7′ 32″ O  | Fliegenberg 5, Deich | | 35983721 | BW   |

## Rosenweide
| Lage                        | Bezeichnung         | Beschreibung | ID       | Bild |
| --------------------------- | ------------------- | --- | -------- | ---- |
| 53° 25′ 24″ N, 10° 6′ 35″ O | Rosenweide 1, Deich | Historischer Seevedeich. Bereits auf der Kurhannoverschen Landesaufnahme von 1781 verzeichnet. L. in der Gmkg. ca. 2,6 km. | 28952203 | BW   |
| 53° 25′ 8″ N, 10° 6′ 2″ O   | Rosenweide 1, Deich | | 35980441 | BW   |
| 53° 25′ 20″ N, 10° 6′ 52″ O | Rosenweide 2, Deich | Alter Elbdeich, L. in der Gmkg. ca. 1,2 km.                                                                                | 28952204 | BW   |
| 53° 25′ 12″ N, 10° 7′ 29″ O | Rosenweide 2, Deich | | 35981372 | BW   |

## Stelle
| Lage                        | Bezeichnung                  | Beschreibung | ID       | Bild |
| --------------------------- | ---------------------------- | --- | -------- | ---- |
| 53° 23′ 1″ N, 10° 5′ 6″ O   | Stelle 14, Grabhügel         | Unscheinbarer aber deutlich erkennbar. Verdankt seine Erhaltung dem Topographischen Punkt in seinem NO-Rand. Dm. 19 m; H. 0,5 m. | 28961731 | BW   |
| 53° 22′ 58″ N, 10° 5′ 20″ O | Stelle 16, Grabhügel         | Vermutlich unversehrt, aber leicht gärtnerisch gestaltet. Dm. 15 m; H. 1,6 m. | 28961834 | BW   |
| 53° 22′ 55″ N, 10° 5′ 23″ O | Stelle 18, Grabhügel         | Kräftig gewölbt, gut erhalten. Dm. 15 m; H. 1,3 m. | 28961836 | BW   |
| 53° 22′ 48″ N, 10° 5′ 17″ O | Stelle 21, Grabhügel         | Fast rund. Dm. 18 m; H. 1,4 m. Rand abgesetzt. Alte flache Eingrabung im S-Teil. Tierbauten. | 28961837 | BW   |
| 53° 21′ 58″ N, 10° 4′ 4″ O  | Stelle 32, Grabhügel         | Wuchtig, Rand steil, oben flach. Ausbruchgraben vermutlich eines Steinkreises aus großen Steinen. Im N-Teil von Grenzgraben überschnitten. Dm. 15 m, H. 1,6 m. | 28961850 | BW   |
| 53° 21′ 54″ N, 10° 3′ 53″ O | Stelle 33, Grabhügel         | Kräftig gewölbt, nach SW etwas abgeflacht, sonst gut erhalten. Dm. 15 m, H. 1,4 m. | 28961852 | BW   |
| 53° 21′ 49″ N, 10° 3′ 27″ O | Stelle 34, Grabhügel         | Gleichmäßig gewölbt, gut erhalten, von Streifenpflug überpflügt. Dm. 11 m, H. 0,6 m. | 28961851 | BW   |
| 53° 21′ 54″ N, 10° 4′ 32″ O | Stelle 61, Grabhügel         | Breit, wuchtig, im N-Teil zwei alte Eingrabungen, vermutlich Stellungslöcher; rundum Ausbruchgraben eines Steinkreises; flacher Grenzgraben über die Mitte. Dm. 20 m, H. 1,6 m. | 28961855 | BW   |
| 53° 21′ 55″ N, 10° 4′ 31″ O | Stelle 62, Grabhügel         | Flach gewölbt, gut erhalten. Dm. 12 m, H. 0,9 m. | 28961856 | BW   |
| 53° 21′ 55″ N, 10° 4′ 28″ O | Stelle 63, Grabhügel         | Breit gewölbt, W-Seite etwas eingesunken, vermutlich durch Kaninchen. Dm. 15 m, H: 1,2 m. | 28961857 | BW   |
| 53° 21′ 21″ N, 10° 5′ 11″ O | Stelle 66, Grabhügel         | Kreisrund, unbeschädigt, Dm. 16 m, H. 1,5 m. | 28961858 | BW   |
| 53° 24′ 3″ N, 10° 5′ 55″ O  | Stelle 74, Deich (Teilstück) | 28902806 (Teilstück), 28902811 (Teilstück), 28952199 (Teilstück), 35983623 (Teilstück) | 28902804 | BW   |
| 53° 22′ 26″ N, 10° 8′ 11″ O | Stelle 74, Deich             | Von der Gemarkungsgrenze zu Rosenweide entlang des O-Ufers des Ashauser Mühlenbaches bis an die Gemarkungsgrenze zu Fliegenberg und nach ca. 2,2 km Verlauf in der Gmkg. Fliegenberg wiederum entlang des NO-Ufers des Ashauser Mühlenbaches bis zur B 4 und am südl. Straßenrand bis zur Gemarkungsgrenze zu Hoopte laufender historischer Deichzug, der sog. „Achterdeich“. Länge in der Gmkg. ca. 2,4 km von ca. 11 km insgesamt. | 28952199 | BW   |
| 53° 24′ 0″ N, 10° 8′ 6″ O   | Stelle 77, Deich             | Südlicher Abschnitts des zwischen dem großen Brack N von Stelle und dem Elbdeich SW von Fliegenberg verlaufenden Deichzuges. Laut kurhannoverscher Landesaufnahme von 1781 „Der neue Deich“. | 28952829 | BW   |
| 53° 24′ 10″ N, 10° 8′ 11″ O | Stelle 77, Deich             | | 35985882 | BW   |
| 53° 21′ 47″ N, 10° 6′ 19″ O | Stelle 78, Grabhügel         | Wuchtig, zwei alte Eingrabungen im N-Teil (Schützenlöcher), Kaninchenbaue; noch gut erhalten. Dm. 18 m, H. 1,6 m. | 28961859 | BW   |

### Stelle 22
- ID:28961841
- Am westl. Ortsrand von Stelle gelegenes Grabhügelfeld. Bestehend aus 12 Grabhügeln mit 10 – 25 m Durchmesser und 0,6 – 1,7 m erhaltener Höhe. Südl., westl. sowie nordwestl. Hinweise auf weitere Grabhügel, meist aber zerstört.

| Lage                        | Bezeichnung | Beschreibung | ID       | Bild |
| --------------------------- | ----------- | --- | -------- | ---- |
| 53° 22′ 52″ N, 10° 5′ 35″ O | Stelle 22   | Alte Eingrabung in der Mitte, Kaninchenbaue. Dm. 17 m; H. 1,2 m. | 28961838 | BW   |
| 53° 22′ 51″ N, 10° 5′ 34″ O | Stelle 23   | Breit, flach; im SO von altem Weg angeschnitten. Tief ausgefahrene Wegespuren SW-NO. Dm. 17 m; H. 0,8 m. | 28961839 | BW   |
| 53° 22′ 51″ N, 10° 5′ 35″ O | Stelle 24   | Breit, flach; im O angepflügt; im NW von altem Weg stark angeschnitten; tief ausgefahrene Wegespuren SW-NO. Dm. 15 m; H. 0,6 m. | 28961842 | BW   |
| 53° 22′ 50″ N, 10° 5′ 34″ O | Stelle 25   | Massiv, Rand im W, S und SW unbedeutend angepflügt, unruhig, vermutlich durch Kaninchen zerwühlt. Dürfte im Kern noch unversehrt sein. Dm. 25 m; H. 1,7 m.                                                                                               | 28961835 | BW   |
| 53° 22′ 52″ N, 10° 5′ 32″ O | Stelle 26   | Steiler Rand, oben flach; im NW unbedeutend von altem Weg angeschnitten; sonst gut erhalten. Dm. 15 m; H. 1,2 m. | 28961843 | BW   |
| 53° 22′ 51″ N, 10° 5′ 31″ O | Stelle 27   | Sehr flach, Dm. 10 m; H. 0,6 m. | 28961844 | BW   |
| 53° 22′ 50″ N, 10° 5′ 31″ O | Stelle 28   | Kräftig gewölbt, im O-Teil vom Acker angeschnitten, sonst gut erhalten. Dm. 12 m; H. 1,2 m. | 28961845 | BW   |
| 53° 22′ 50″ N, 10° 5′ 29″ O | Stelle 29   | Kräftig gewölbt, kleinere ältere Eingrabung in der Mitte und am O-Rand; neuere kleine Eingrabung am N-Rand hat großen Stein freigelegt. Einige Dellen rundum lassen vermuten, dass vor langer Zeit ein Steinkreis ausgegraben wurde. Dm. 15 m, H. 1,7 m. | 28961846 | BW   |
| 53° 22′ 52″ N, 10° 5′ 26″ O | Stelle 30   | Sehr flach gewölbt, deutlich abgesetzt; vermutlich von Kaninchen auseinander gewühlt. Dm. 15 m, H. 0,6 m. | 28961847 | BW   |
| 53° 22′ 52″ N, 10° 5′ 25″ O | Stelle 31   | Kräftig gewölbt, von Grenzgräben überschnitten. Im NO und O leichte Beschädigungen am Rand, im Kern vermutlich unversehrt. Dm. 23 m, H: 1,6 m. | 28961849 | BW   |
| 53° 22′ 53″ N, 10° 5′ 31″ O | Stelle 47   | Flach gewölbt, breit, alte Eingrabung in der Mitte. Im NW und SO von alten Wegen angeschnitten. Dm. 17 m, H. 1 m. | 28961853 | BW   |
| 53° 22′ 53″ N, 10° 5′ 31″ O | Stelle 51   | Breit, sehr flach, von Kaninchen zerwühlt. Im NW und SO von alten Wegen erheblich angeschnitten. Dm. 17 m, H. 0,7 m. | 28961854 | BW   |